# Moho mucilaginoso

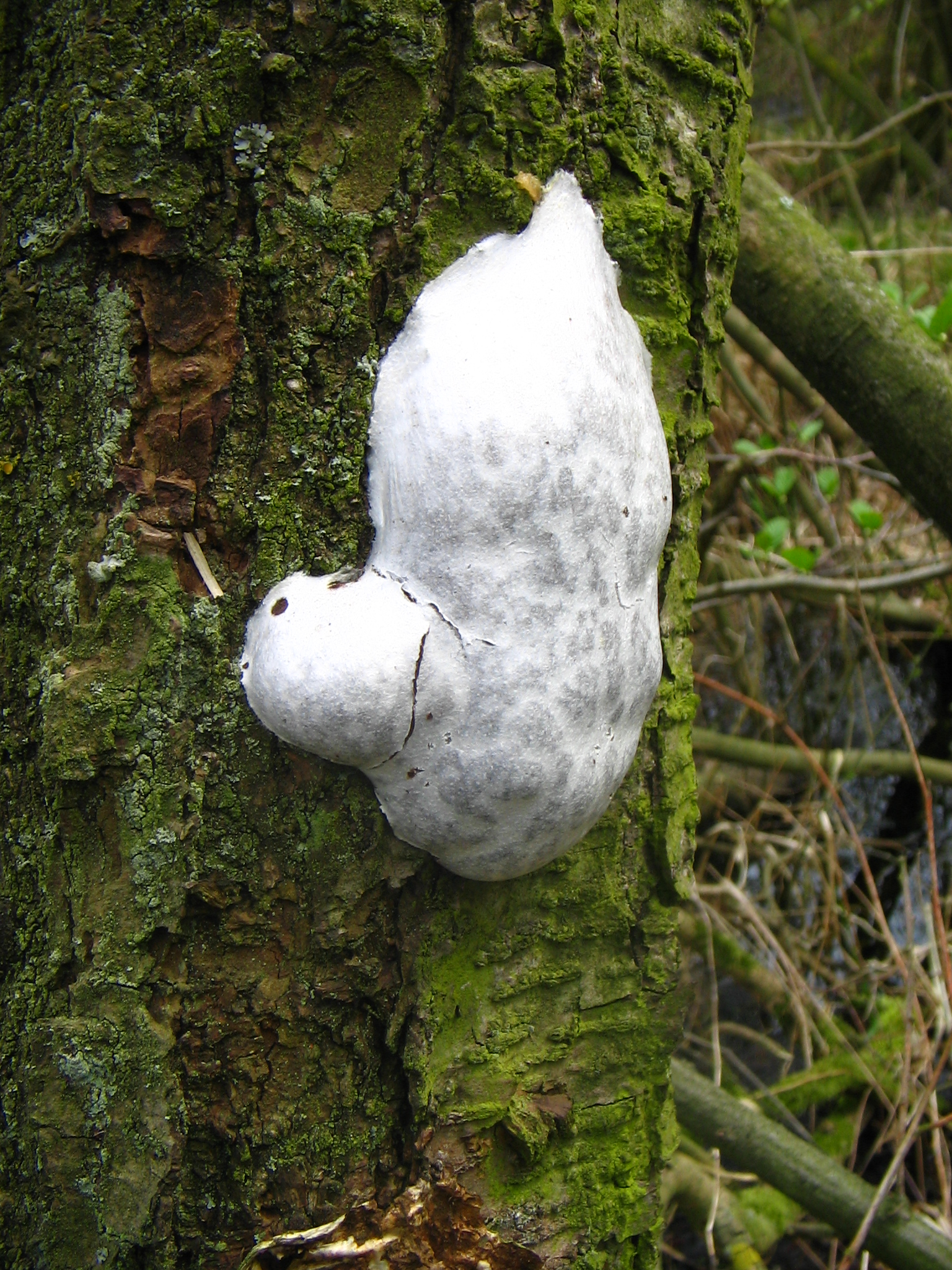
Enteridium lycoperdon, un moho mucilaginoso de la clase Myxogastrea

Moho mucilaginoso, moho del fango, moho del limo, moho deslizante y hongo mucoso son términos laxos que se utilizan para describir a aproximadamente seis grupos eucariotas. Se caracterizan porque en alguna etapa de su ciclo de vida forman agregados multinucleados (plasmodios) o multicelulares (seudoplasmodios) que se deslizan por el suelo alimentándose de microorganismos o materia vegetal en descomposición. Unos pocos son parásitos. Se pueden encontrar en el suelo, sobre el césped y en los bosques caducifolios. También son comunes en el mantillo de hojas o incluso en el limo que se acumula en los canalones. Algunos son acuáticos, de agua dulce o marinos.
Anteriormente clasificados como hongos, en la actualidad se consideran protistas y se dividen en varios grupos:
- Amoebozoa, que a su vez se clasifica en Myxomycota
  - Myxogastrea: mohos mucilaginosos plasmodiales o cenocíticos, cada uno de los grupos organiza plasmodios distintos.
  - Dictyostelea: mohos mucilaginosos celulares.
  - Protosteliida: mohos mucilaginosos plasmodiales más pequeños.
- Excavata
  - Acrasida: con un ciclo de vida similar a Dictyostelea, actualmente se clasifica en Percolozoa.
- Rhizaria
  - Phytomyxea o Plasmodiophorida: parásitos obligados de plantas, clasificados en Cercozoa.
- Stramenopiles
  - Labyrinthulea: mohos mucilaginosos celulares reticulares, clasificados en Bigyra.
- Cristidiscoidea
  - Fonticula: mohos mucilaginosos a partir del cual se extienden los filopodios.

## Mycetozoa
El representante típico de este tipo de moho mucilaginoso es el género Stemonitis. Son de vida saprofita, se alimentan de vegetales en descomposición que absorben o microorganismos que fagocitan. Son de ciclo complejo en donde aparecen diversos estados ameboide, monadal y plasmodial, este último suele ser el dominante. Los estados monadales se denominan mixomonadales y los estados ameboides reciben el nombre de mixoamebas. Estas fases pueden pasar de una a otra dependiendo de si hay humedad o de si las condiciones son más secas. La fase de ameba suele ser corta, puesto que al poco tiempo suele darse la plasmogamia (fusión de protoplasmas de dos estados amebales), los estados ameboides han actuado a modo de gametos y como no hay diferencia entre unos y otro hablamos de isogamia.
A continuación se forma el cigoto por la fusión de los núcleos (cariogamia). La célula inicial divide repetidas veces el núcleo y se constituye en una masa protoplasmática y plurinucleada sin ningún tipo de pared. Se forma un auténtico plasmodio, o plasmodio de fusión. En esta fase de plasmodio es en la que pasa mayor tiempo, es la fase dominante. El plasmodio es pues una masa desnuda de protoplasma que repta por zonas ricas en materia orgánica, puesto que se alimenta sobre todo de bacterias. Puede encontrarse en las épocas en las que hay más materia orgánica en descomposición (p.e. el otoño, caída de las hojas).
Este tipo no es fácil de cultivar en laboratorio, algunas especies son cultivadas para el estudio de algunas proteínas como las actinas y las miosinas, de las que son ricos. El plasmodio siempre progresa con el borde del abanico como parte anterior, mientras que la parte posterior es la zona de venas reticuladas. El protoplasma está limitado por un espesamiento periférico de este, de manera que la parte interior es líquida y la periférica es espesa. Llega un periodo, más seco, en el que el plasmodio busca ambientes más aireados, tiene lugar el inicio de las fructificaciones, con la meiosis por en medio. Las fructificaciones que se forman suelen estar en zonas bien aireadas, facilitándose la dispersión de multitud de esporas que se han formado.

## Dictyostelea y Acrasida
Se utiliza como prototipo el género Dictyostelium. Presentan un ciclo sencillo con fase dominante de ameba que se alimenta sobre todo de bacterias y vive sobre vegetales en descomposición en ambientes húmedos o acuáticos.
A partir de una espora se produce la germinación y surge una ameba. La ameba busca zonas ricas en materia orgánica. Pasa mucho tiempo y llega un momento en que esta ameba segrega una hormona llamada acrasina, que actúa como reclamo para otras amebas. El momento de la secreción suele coincidir con un periodo más seco. Se aprecian unos regueros de amebas que tienden a reunirse atraídas por la acrasina.
Las amebas se reúnen pero no se fusionan, forman el plasmodio de agregación, en el que cada ameba mantiene su independencia al agregarse. Forman curiosas estructuras, presentando un borde elevado por el lado por donde se desplaza. Las amebas van rotando de manera que se conforma el seudoplasmodio de migración, en el que las amebas van todas juntas a un sitio adecuado y aireado donde fructifica. En este caso particular forma una estructura denominada sorocarpo, y en cuya formación participan todas las amebas. El sorocarpo consta de un filamento y un esporocisto que facilitará la dispersión de esporas por el aire. Este ciclo es un tanto incompleto.

## Phytomyxea o Plasmodiophorida
Son parásitos obligados, en su mayoría endógenos y algunos de ellos son importantes pues afectan a plantas cultivadas por el hombre. Como prototipo ejemplo tenemos al Plasmodiophora brassicae, que es el responsable de la hernia de la col que ataca a las raíces de crucíferas.
El ciclo vital alterna el suelo y el interior de la raíz. En un primer momento se parte de zoosporas secundarias móviles mediante dos flagelos, por lo tanto necesitan el agua. Las zoosporas actúan como gametos (plasmogamia), se tiene una isogamia. Al formarse el zigoto (cariogamia), se infecta a un pelo radical introduciéndose. Esta célula inicial se divide repetidamente y a la vez suministra una hormona que hipertrofia las raíces, las raíces crecen y forman tumoraciones, en este caso la hernia de la col.
Con las repetidas divisiones se ha llegado a la formación de un plasmodio intracelular muy pequeño. Este plasmodio pasa por un estado acariótico (realmente los núcleos se hacen invisibles) y tiene lugar la meiosis. Al final del proceso se restituye el plasmodio, con los núcleos visibles, y acaba formándose multitud de quistes en el interior de las células, las células acaban lisándose y los quistes pasan de nuevo al suelo. Cada uno de los quistes, si las condiciones lo permiten, germina y da lugar a un estado monadal, una zoospora primaria, que nada activamente buscando otros pelos radicales, en los que se introduce organizando un plasmodio que se transforma en un esporocisto que acaba dando lugar a muchas esporas, que otra vez pasan al suelo. Las nuevas esporas primarias dan lugar a zoosporas secundarias que ya pueden fusionarse. Este endoparásito acarrea muchas pérdidas económicas.

## Laberintulea
Es un grupo más reducido de organismos que son fundamentalmente de vida acuática (aguas continentales y marinas), también los hay de ambientes húmedos. Algunos son saprófitos y otros son parásitos (p. ej., en algas). Son muy desconocidos, por lo que se sabe se forma el plasmodio reticular, unos retículos gelatinosos por donde se desplazan unos organismos de vida ahusada (amebas ahusoides). El plasmodio reticular tiene capacidad para segregar enzimas y asimilar el producto resultante distribuido por todo el retículo para alimentar a la colonia. En ambientes de sequía pueden formar estructuras de resistencia. El biotipo ejemplo es Labyrinthula.

## Galería

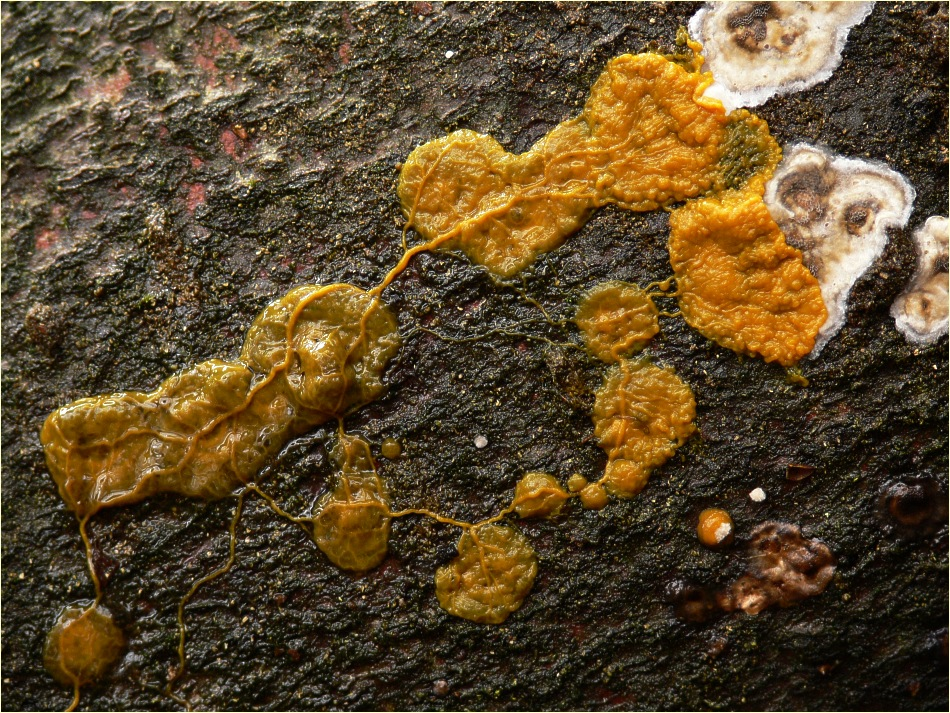
Physarum polycephalum
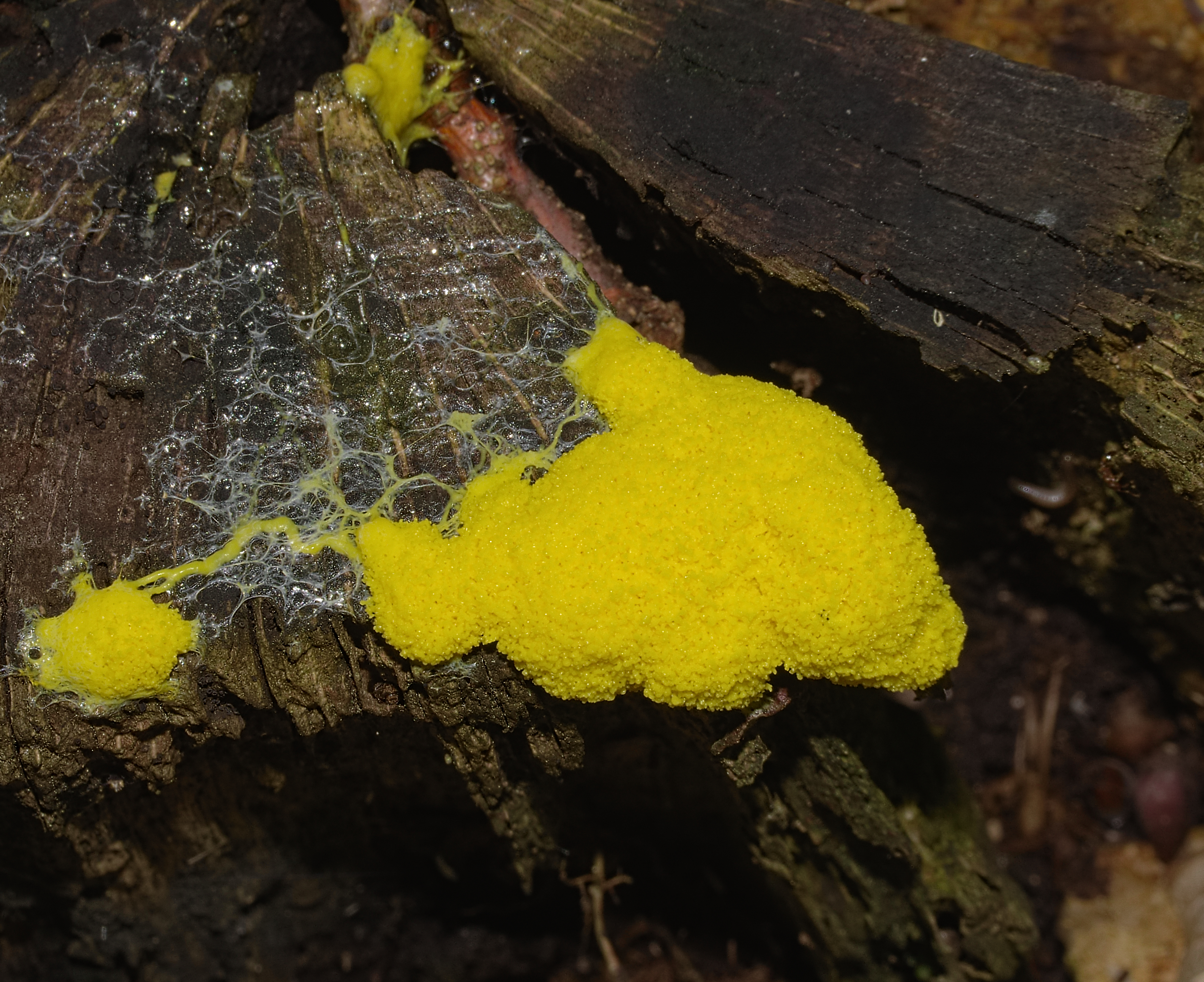
Fuligo septica
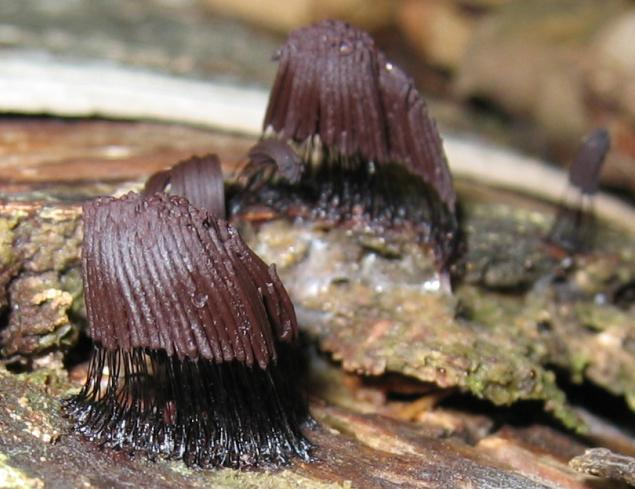
Stemonitis fusca
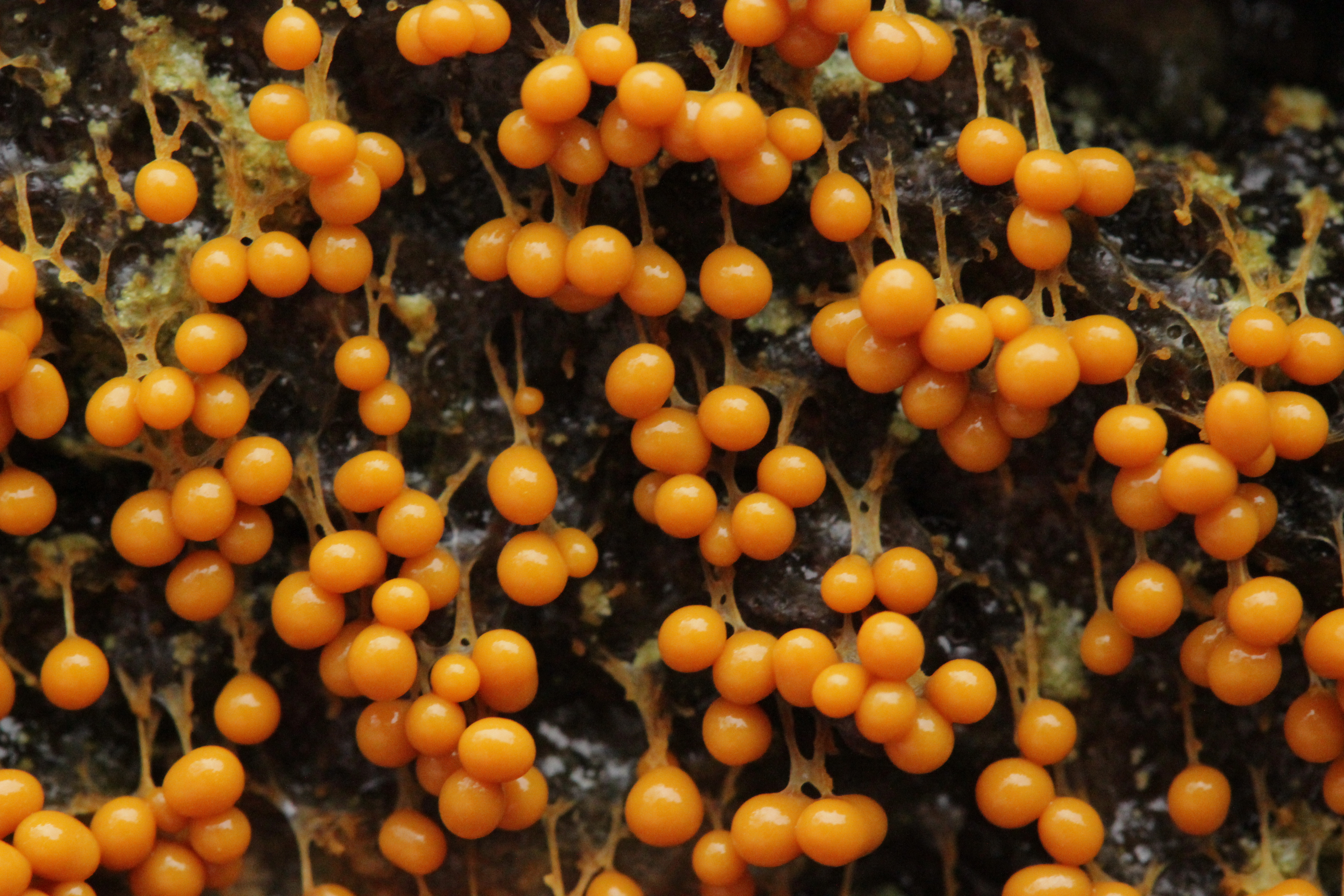
Badhamia ultricularis
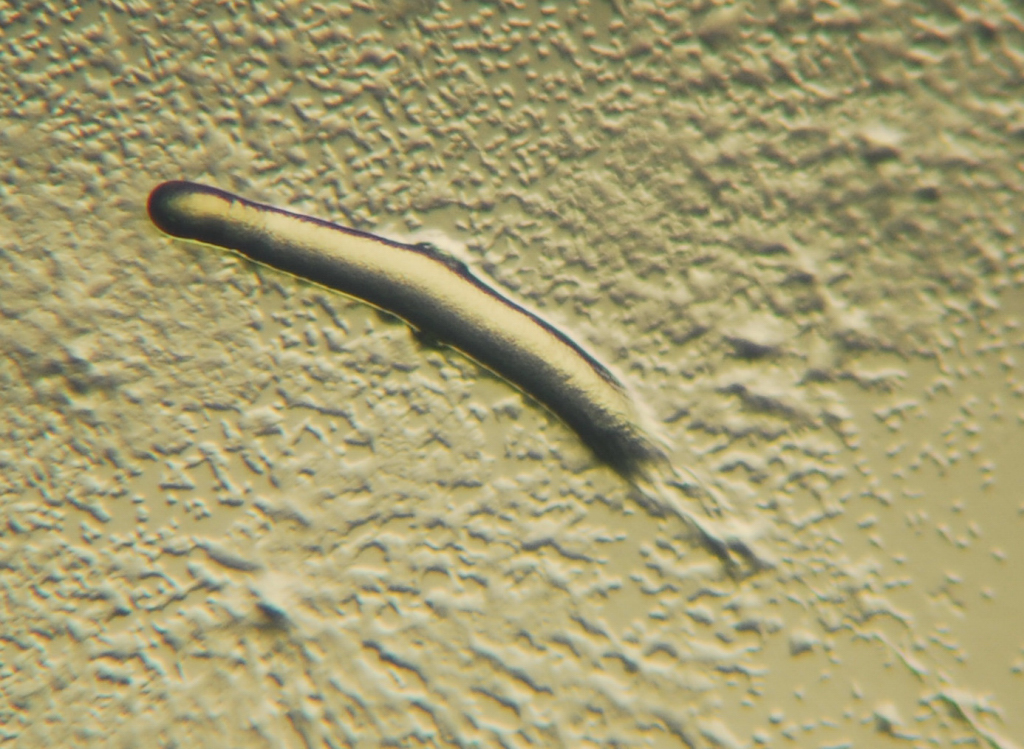
Dictyostelium
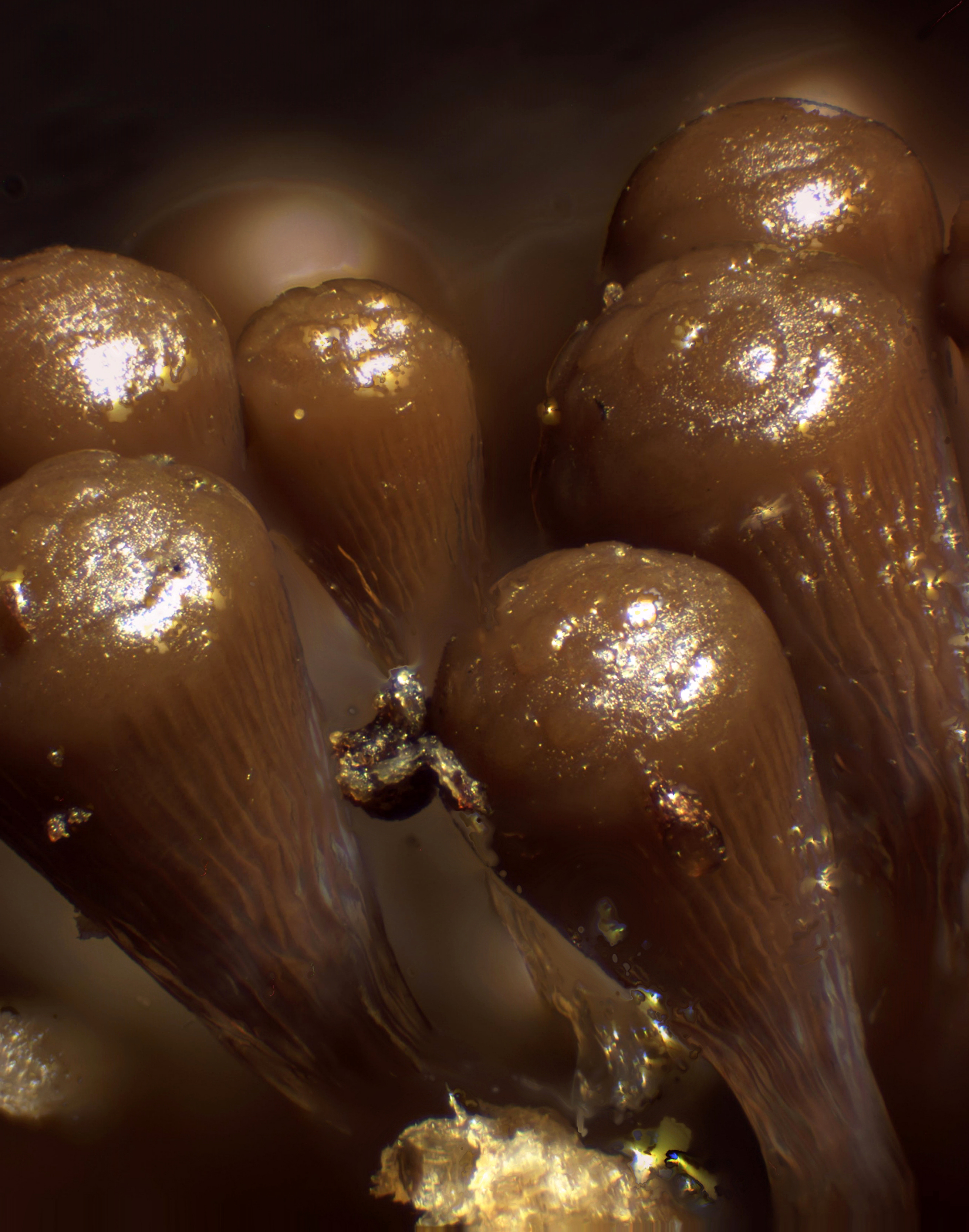
Hemitrichia clavata
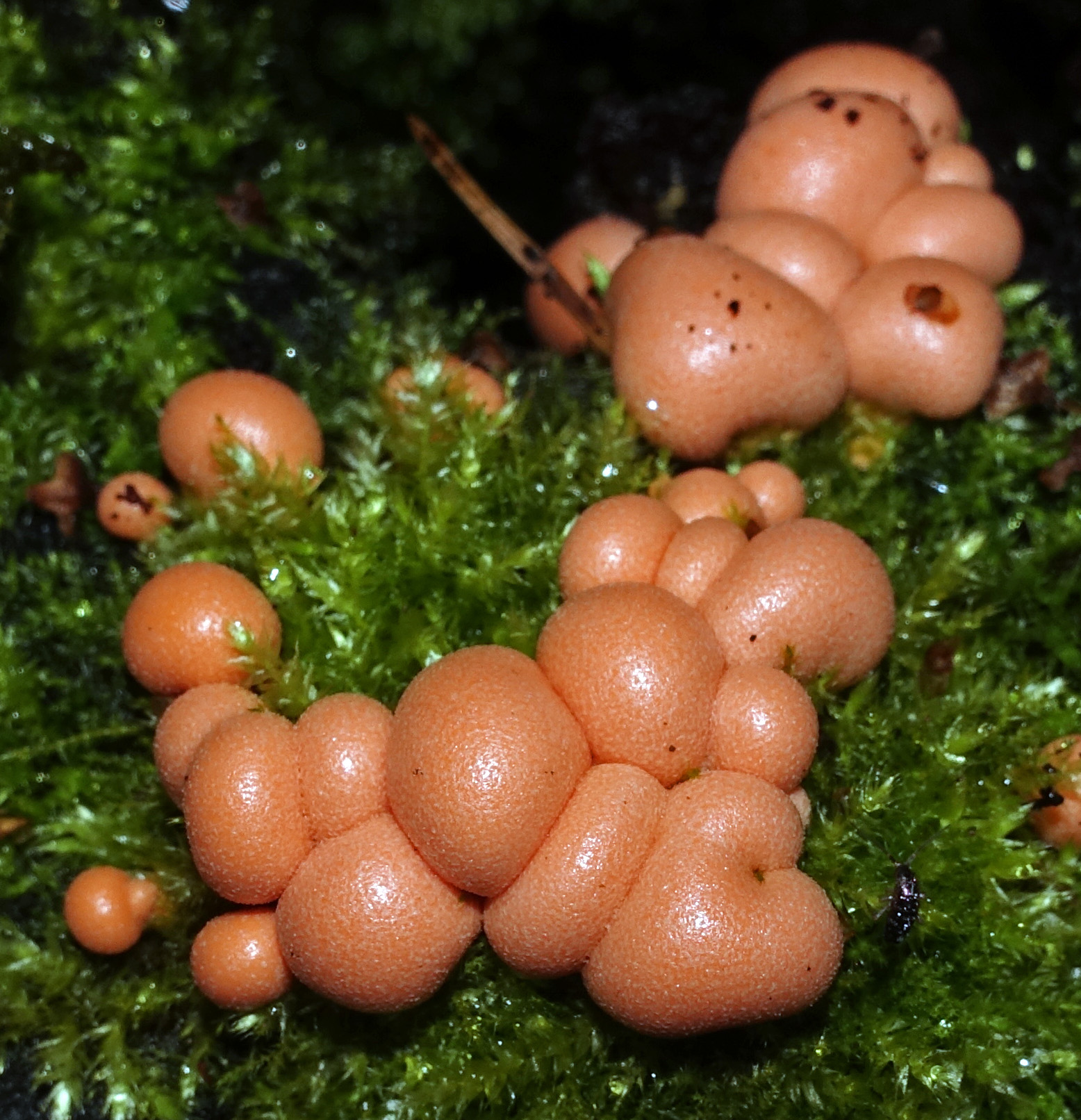
Lycogala epidendrum
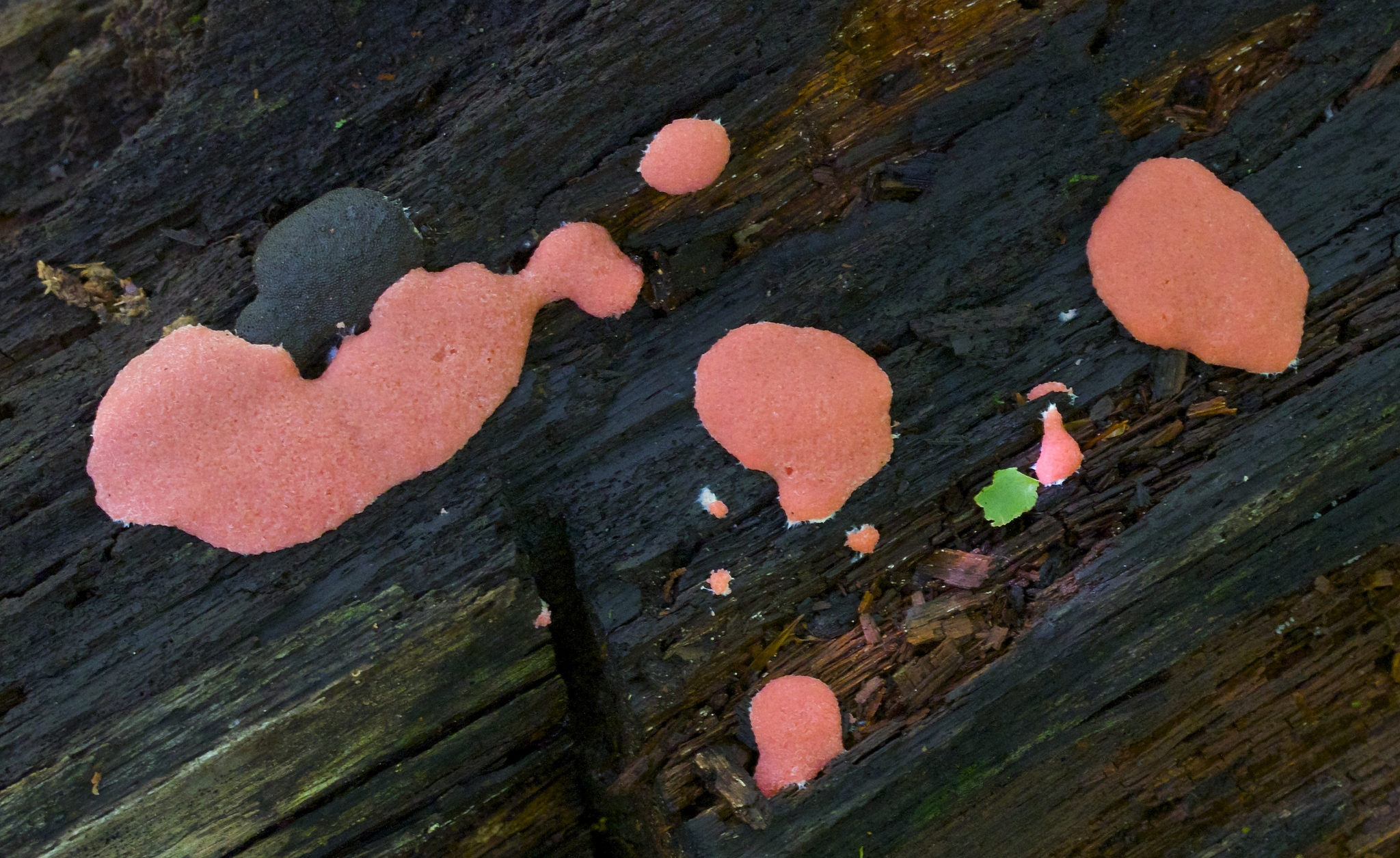
Dictydiaethalium plumbeum
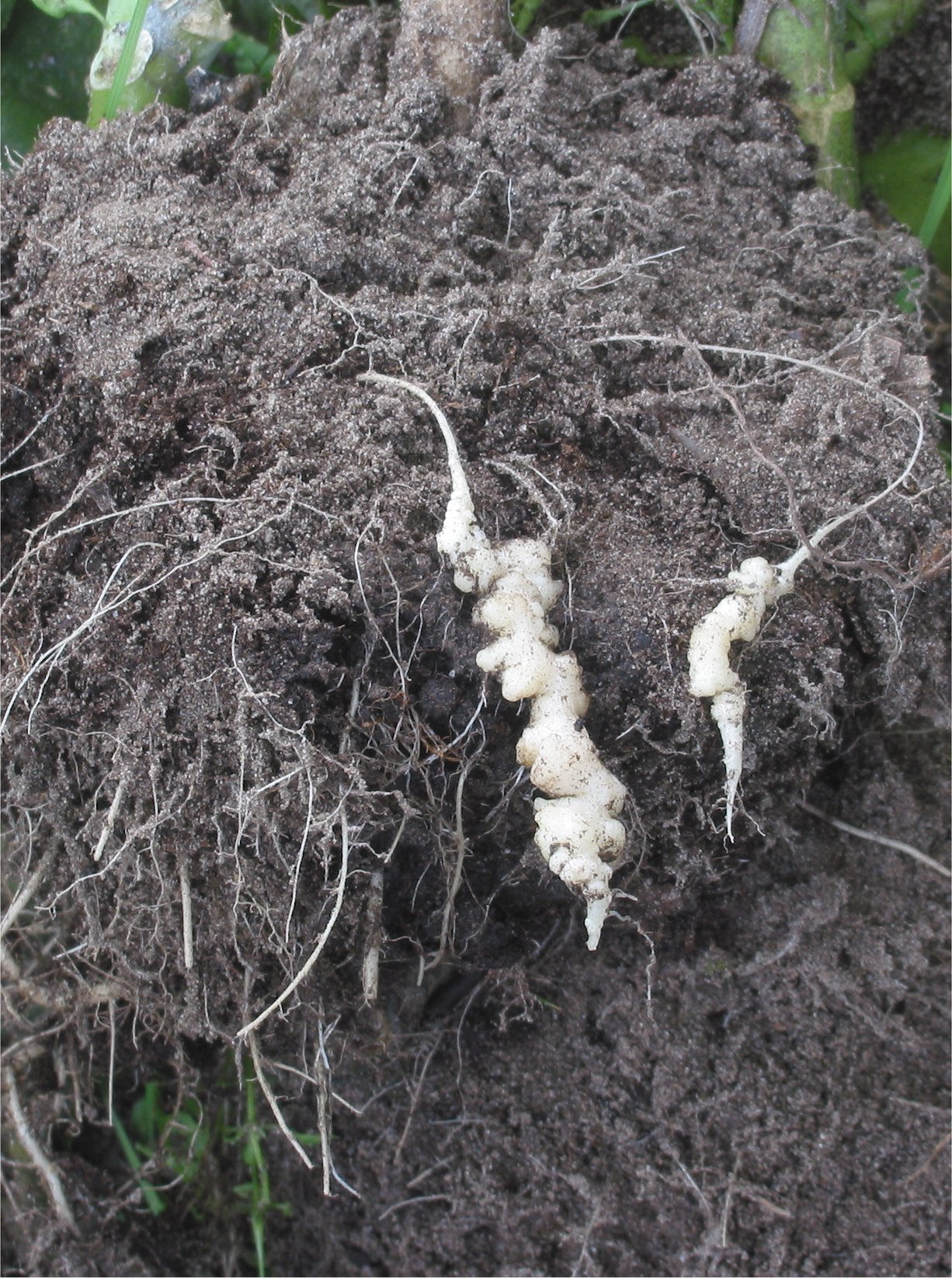
Plasmodiophora brassicae
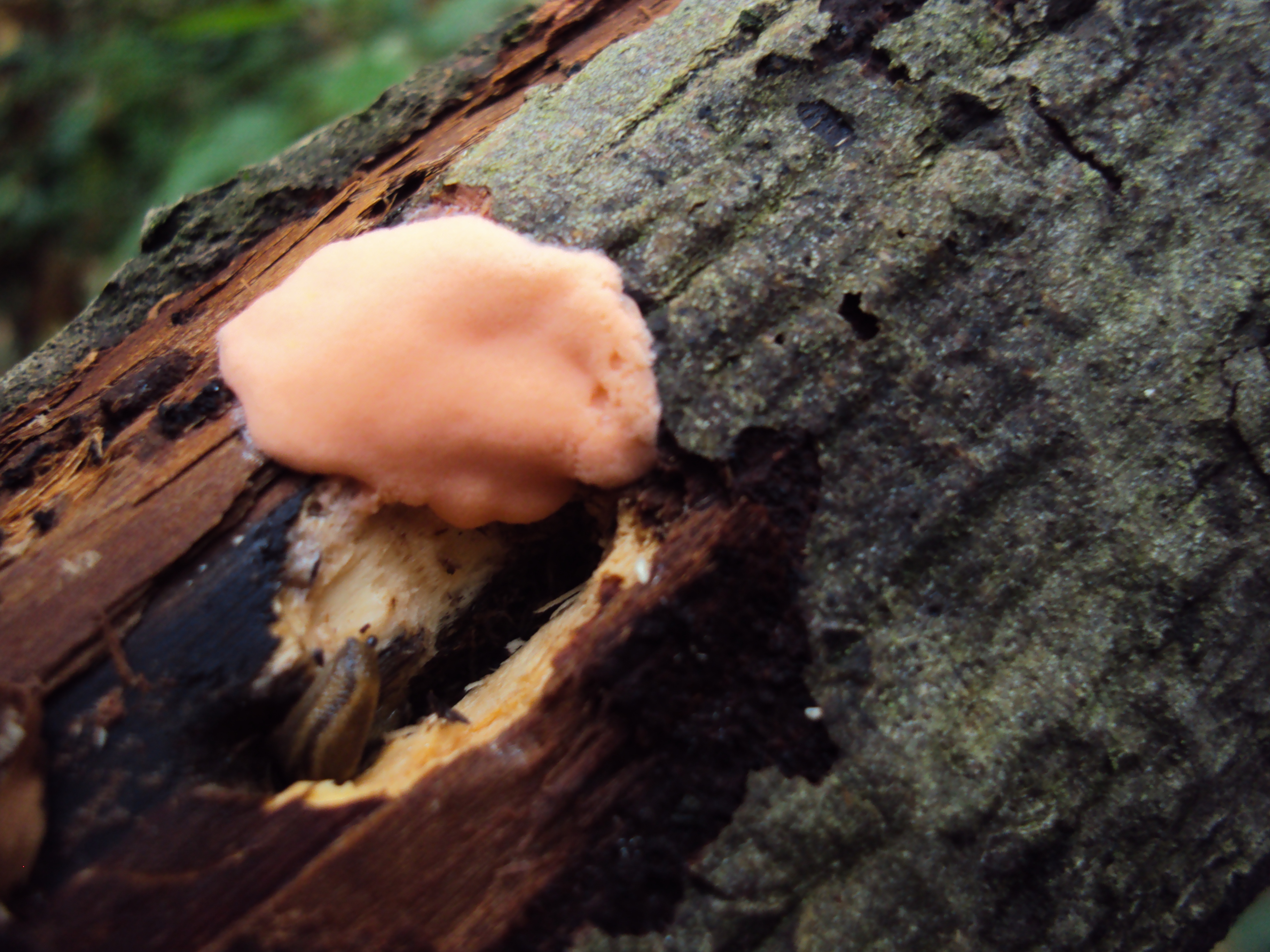
Dictydiaethalium
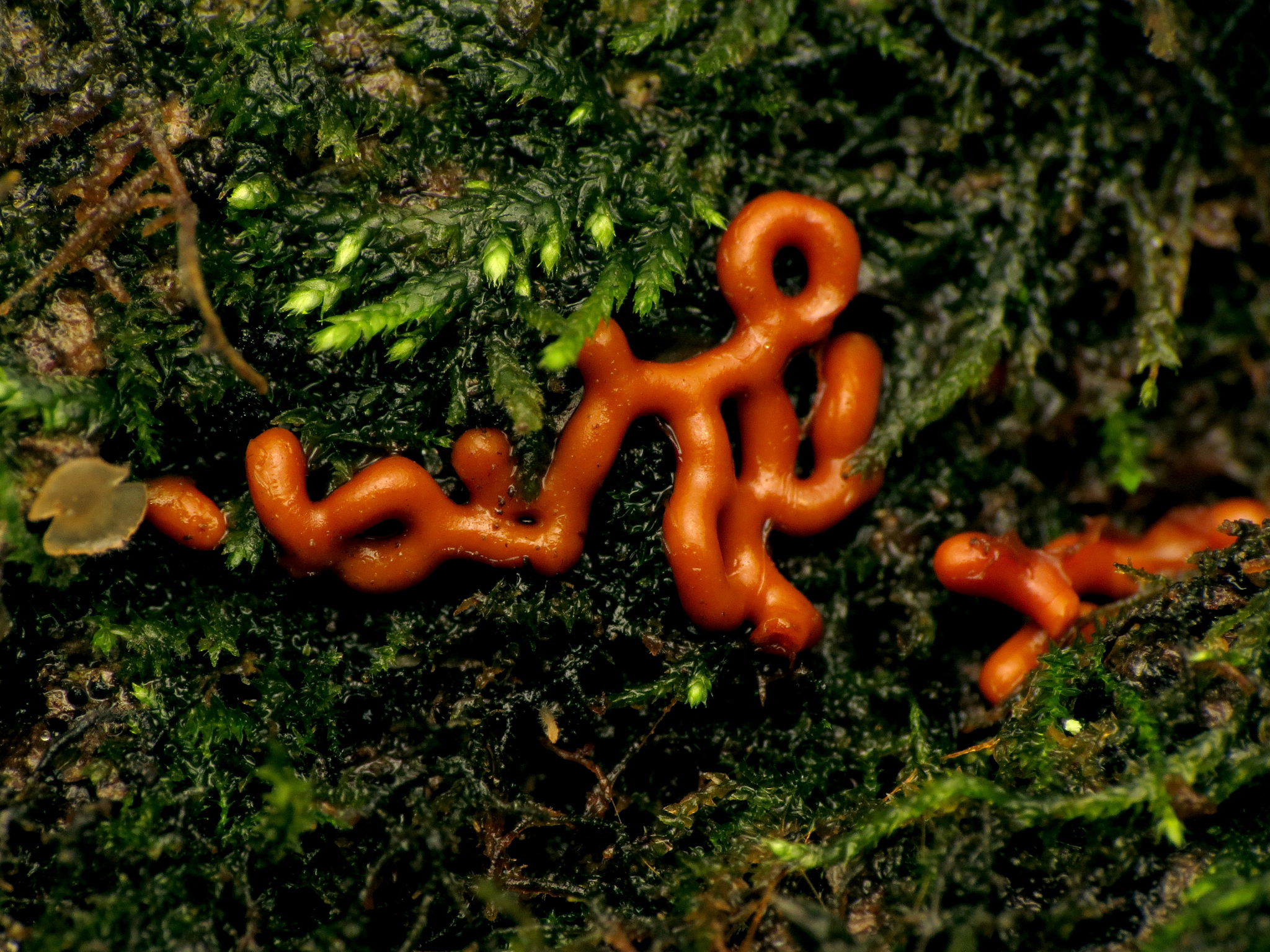
Hemitrichia serpula
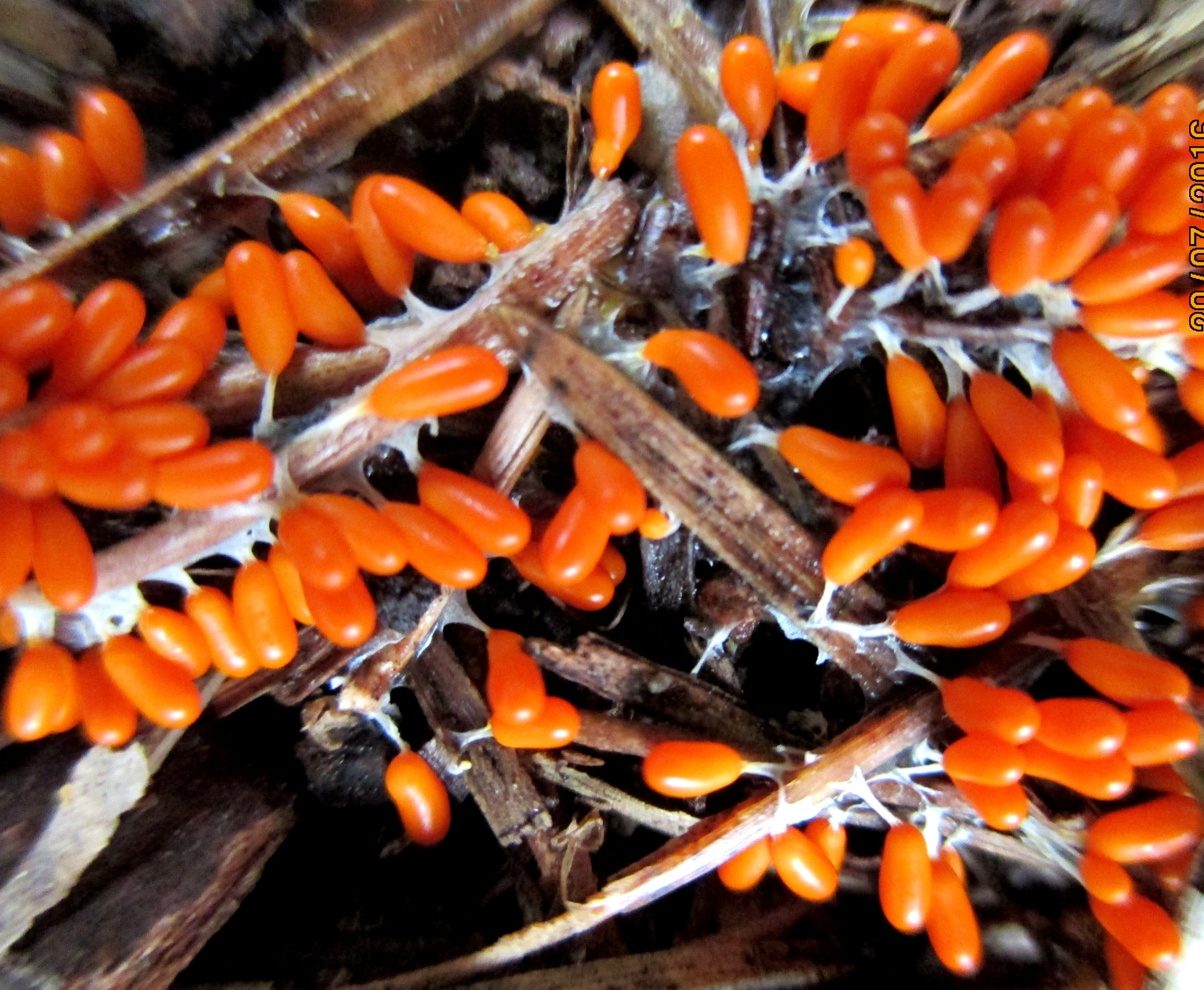
Leocarpus fragilis
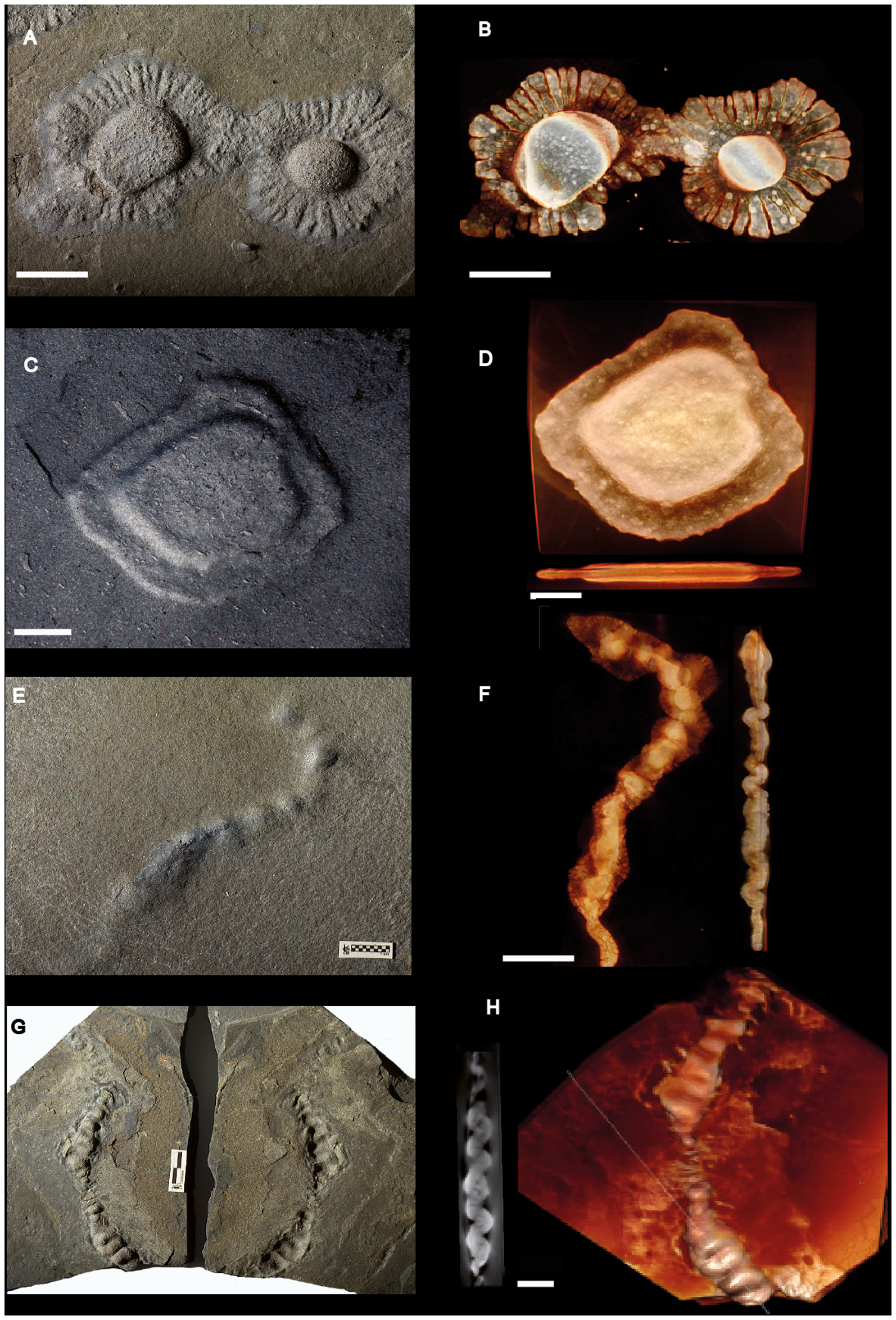
Mohos mucilaginosos fósiles de la Biota francevillense de 2100 millones de años.
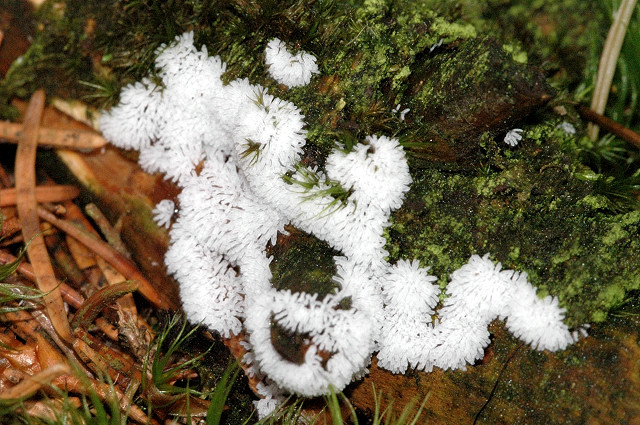
Ceratiomyxa fruticulosa